# Черпук
Черпу́к — базальто-пирокластиковый вулкан на Камчатке. Рядом с вулканом расположен вулкан Ичинская сопка. У северного склона вулкана находится озеро Кетачан. Высота вулкана составляет 1868 м, по другим данным 1679 м.
Юго-западнее Северного Черпука расположена гора Южный Черпук, высотой 1778 метров, возле которой расположена высшая точка района к югу от озера Кетачан — гора Два Брата, 1918 метров. Юго-восточнее центра расположена вершина Моренная (1521 м).

## Географические сведения
- Диаметр кратера — 1036 метров;
- Высота — 1918 метров;
- Дата последнего извержения — 6500 лет назад.

## Топографические карты
- Лист карты N-57-II влк. Ичинская сопка. Масштаб: 1 : 200 000. Состояние местности на 1971 год. Издание 1986 г.